# Supercoupe de Russie de football 2003
La Supercoupe de Russie de 2003 est la première édition de la Supercoupe de Russie. Ce match de football a lieu le 8 mars 2003 au stade Lokomotiv de Moscou, en Russie.
Elle oppose l'équipe du Lokomotiv Moscou, championne de Russie en 2002, à celle du CSKA Moscou, vainqueur de la Coupe de Russie 2001-2002.
Les règles du match sont les suivantes : la durée de la rencontre est de 90 minutes divisée en deux mi-temps de 45 minutes ; en cas de match nul à l'issue de ce temps réglementaire, deux mi-temps de prolongation d'une durée d'un quart d'heure chacune sont jouées suivi d'une séance de tirs au but si l'égalité persiste à l'issue de la prolongation.
Le CSKA ouvre le score à la quarante-et-unième minute de jeu par l'intermédiaire de Jiří Jarošík et mène au score pendant une grande partie de la deuxième mi-temps. Les Cheminots parviennent cependant à égaliser à la quatre-vingt-troisième minute sur un but de Ruslan Pimenov, forçant les deux opposants à passer par une prolongation. Aucun nouveau but n'est inscrit à cette occasion et les deux équipes doivent se départager aux tirs au but. Le Lokomotiv l'emporte finalement à l'issue de cette séance sur le score de 4 à 3, Oleg Pashinin inscrivant le but de la victoire au bout de la septième ronde de tirs, faisant suite à un raté de Deividas Šemberas côté CSKA.

## Feuille de match
| Titulaires :  |                      |     |
|               |                      |     |
| 1             | Sergueï Ovtchinnikov |     |
| 2             | Guennadi Nijegorodov |     |
| 5             | Sergueï Ignachevitch |     |
| 14            | Oleg Pashinin        |     |
| 16            | Vadim Ievseïev       |     |
| 17            | Dmitri Sennikov      | 56e |
| 4             | Jacob Lekgetho       |     |
| 8             | Vladimir Maminov     |     |
| 10            | Dmitri Loskov        |     |
| 11            | Júlio César          | 46e |
| 15            | Maksim Bouznikine    | 46e |
|               |                      |     |
| Remplaçants : |                      |     |
| 7             | Marat Izmaïlov       | 46e |
| 25            | Ruslan Pimenov       | 46e |
| 6             | Narvik Sirkhayev     | 56e |
|               |                      |     |
| Entraîneur :  |                      |     |
| Iouri Siomine |                      |     |

| Titulaires :   |                     |     |
|                |                     |     |
| 1              | Veniamin Mandrykin  |     |
| 6              | Alexeï Bérézoutski  |     |
| 23             | Denis Ievsikov      | 60e |
| 24             | Vassili Bérézoutski |     |
| 7              | Igor Yanovski       | 79e |
| 8              | Rolan Goussev       |     |
| 19             | Juris Laizāns       | 79e |
| 20             | Jiří Jarošík        |     |
| 25             | Elvir Rahimić       |     |
| 27             | Alan Koussov        | 80e |
| 21             | Denis Popov         | 58e |
|                |                     |     |
| Remplaçants :  |                     |     |
| 14             | Dmitri Kirichenko   | 58e |
| 26             | Alexander Geynrikh  | 60e |
| 2              | Deividas Šemberas   | 79e |
| 3              | Andreï Solomatine   | 79e |
| 22             | Sergueï Samodine    | 79e |
|                |                     |     |
| Entraîneur :   |                     |     |
| Valeri Gazzaev |                     |     |

| Titulaires :  |                      |     |
|               |                      |     |
| 1             | Sergueï Ovtchinnikov |     |
| 2             | Guennadi Nijegorodov |     |
| 5             | Sergueï Ignachevitch |     |
| 14            | Oleg Pashinin        |     |
| 16            | Vadim Ievseïev       |     |
| 17            | Dmitri Sennikov      | 56e |
| 4             | Jacob Lekgetho       |     |
| 8             | Vladimir Maminov     |     |
| 10            | Dmitri Loskov        |     |
| 11            | Júlio César          | 46e |
| 15            | Maksim Bouznikine    | 46e |
|               |                      |     |
| Remplaçants : |                      |     |
| 7             | Marat Izmaïlov       | 46e |
| 25            | Ruslan Pimenov       | 46e |
| 6             | Narvik Sirkhayev     | 56e |
|               |                      |     |
| Entraîneur :  |                      |     |
| Iouri Siomine |                      |     |

| Titulaires :   |                     |     |
|                |                     |     |
| 1              | Veniamin Mandrykin  |     |
| 6              | Alexeï Bérézoutski  |     |
| 23             | Denis Ievsikov      | 60e |
| 24             | Vassili Bérézoutski |     |
| 7              | Igor Yanovski       | 79e |
| 8              | Rolan Goussev       |     |
| 19             | Juris Laizāns       | 79e |
| 20             | Jiří Jarošík        |     |
| 25             | Elvir Rahimić       |     |
| 27             | Alan Koussov        | 80e |
| 21             | Denis Popov         | 58e |
|                |                     |     |
| Remplaçants :  |                     |     |
| 14             | Dmitri Kirichenko   | 58e |
| 26             | Alexander Geynrikh  | 60e |
| 2              | Deividas Šemberas   | 79e |
| 3              | Andreï Solomatine   | 79e |
| 22             | Sergueï Samodine    | 79e |
|                |                     |     |
| Entraîneur :   |                     |     |
| Valeri Gazzaev |                     |     |